# Shergarh
Shergarh é uma cidade e uma nagar panchayat no distrito de Bareilly, no estado indiano de Uttar Pradesh.

## Geografia
Shergarh está localizada a 27° 48′ N, 77° 37′ L. Tem uma altitude média de 174 metros (570 pés).

## Demografia
Segundo o censo de 2001, Shergarh tinha uma população de 12,651 habitantes. Os indivíduos do sexo masculino constituem 53% da população e os do sexo feminino 47%. Shergarh tem uma taxa de literacia de 22%, inferior à média nacional de 59.5%: a literacia no sexo masculino é de 30% e no sexo feminino é de 14%. Em Shergarh, 22% da população está abaixo dos 6 anos de idade.